# Familia Niño (Colombia)
Los rama de los Niño de Colombia, son una familia de la aristocracia colombiana, con orígenes de nobleza española, en la persona de Pedro Alonso Niño, cuyo nieto Pedro Alonso Niño González, conocido como Pedro Niño, partió a la conquista de Indias, por Bonda, Cubagua, Santa Marta, Vélez, Tunja y Santa Fe, asentándose finalmente en la ciudad de Tunja en el año 1541, después de la conquista y poblamiento de la Provincia de Santa Marta.
La rama de la familia de Boyacá, llegó a ser uno de los clanes políticos más importantes de Colombia, siendo, algunos de sus miembros, claves para la independencia de la corona de España.

## Historia

### Origen
El apellido en Nueva España tiene como origen al descubridor Pedro Alonso Niño,  uno de los afamados Hermanos Niño, piloto de la Santa María en el primer viaje de Colón. Esta familia Niño, afincada en el Señorío de Moguer, financiaron la expedición de Colón, comprometiendo personas y su barco, la carabela La Niña propiedad de su hermano Juan Niño.
La tradición marinera familiar la siguió primero su hijo Francisco Niño de Boria, casado con Isabel González Caballero (de la Caballera), y el hijo de este Pedro Niño (Pedro "Alonso" Niño González), quien partió a la conquista de Indias. Tras la conquista y poblamiento de la Provincia de Santa Marta, en el año 1541 se afincó en la ciudad de Tunja.

### Genealogía
Pedro Niño, nacido en Moguer en el año 1517, fue un conquistador, capitán y encomendero en Boavita, Cusagüi, Morcote y otras tierras en Oiba, Socorro y San Gil, por títulos de la Real Audiencia del 24 de abril de 1553 y del 19 de diciembre de 1554. Se casó con Ana de Velasco, con la que no tuvo hijos, y posteriormente se casó en Tunja, de donde fue alcalde, con Elvira Zambrana con la que tuvo a Pedro (Alonso) Niño Zambrano, Leonor, Isabel, Laureana, Elvira y Bartolomé Niño Zambrano.
- Pedro (Alonso) Niño Zambrano (1582-1647) fue encomendero de Cómbita, Boavita, Cusagüi, Morcote. Se casó primero en 1604 en Tunja con Leonor Téllez de Rojas (hija del capitán conquistador Martín de Rojas Téllez) con la que tuvo a  Elvia Josefa Zambrana Téllez. Y cuando enviudó casó con Catalina de Sanabria (nieta paterna de Jerónimo de Rojas y Francisca Hernández de Lucena). Ya viudo, casó con Catalina Manrique Carvajal (hija de Juan de Carvajal y de Inés Manrique de Velandia).[14]

- Isabel Niño Zambrano casó con Álvaro González Sanguino, con el que tuvieron a Ana Estacia Sanguino Niño o Ana Estacia Zambrano, Laureana y Elvira Niño Zambrano, esta última casada con el alférez mayor Jerónimo Donato de Rojas, cuyos descendientes fueron el capitán Martín de Rojas Niño, el doctor Pedro de Rojas Niño, Jerónimo, Antonio, Juan, Cristóbal, José, Bartolomé, Martín y Lorenzo de Rojas Niño.[15]

- Laureana Niño Zambrano , casada en 1628 con don Pedro Pedro Patiño de Haro, hijo del encomendero don Pedro Antonio Patiño de Haro y doña Ana de Aguilar. Padres de doce hijos.

- Elvira Niño Zambrano, bautizada en Tunja el 11 de septiembre de 1586, casada con el alférez mayor y familiar del Santo Oficio Jerónimo Donato de Rojas, quien testó en Tunja en 1631, encomendero de Firavitova, hijo de los mencionados Martín de Rojas Téllez y doña catalina de Sanabria y Macías de Figueroa. Padres de:
  - El capitán Martín de Rojas Niño , encomendero de Firavitova, Cormechoque y Sicachá y regidor perpetuo de Tunja. Sin sucesión.
  - El doctor Pedro de Rojas Niño, nacido en Tunja por 1612, muerto en Santafé el 4 de marzo de 1674. Pasó a España, fue apresado por los moros en el camino y tuvo que ser rescatado por una tía. Maestrescuela de la catedral de Cartagena, obtuvo un canonicato en Santafé en 1666; comisario de la Santa Cruzada.  Presbítero, Dignidad de la Catedral de Santafé.
  - Jerónimo de Rojas Niño, capitán asesinado en 1636, heredero de las encomiendas de su hermano a la muerte de este. Casado con doña Josefa de Fonseca Alarcón, hija legítima de Antonio de Fonseca Esquivel y doña Francisca de Alarcón Ocón.
  - Antonio de Rojas Niño, alférez mayor de Tunja y encomendero de Moniquirá. Segundo esposo de doña Agustina Sandoval Reinoso, viuda de Diego de la Cadena.
  - Juan de Rojas Niño, sargento mayor casado en Mérida con doña Teodora de Gaviria y Altube, hija del capitán Francisco de Altube Gaviria y doña Juana de Bedoya fundadora del convento de las clarisas en Mérida.
  - Cristóbal de Rojas Niño, cura de la parroquia de Las Nieves de Tunja.
  - José de Rojas Niño, capitán de caballos de Tunja.
  - Bartolomé de Rojas Niño, corregidor de Boza.
  - Martín de Rojas Niño, capitán de infantería.
  - Lorenzo de Rojas Niño, corregidor de naturales. Testó en Tunja en 1690, y menciona a una de sus hijas naturales, Tomasa de Rojas casada allí con don Hipólito de Medina Velón (o Belón).[15]

Rama familiar de Francisco Niño Bueno:
Pedro (Alonso) Niño González se trajo a varios familiares desde su Moguer natal, ampliando así nuevas ramas del linaje. Entre ellos, llegó en 1570, su sobrino Francisco Niño Bueno, nacido en Moguer en 1555, hijo de su hermano Juan Bonilla (Niño) y Leonor Bueno. Se casó en 1592 en Tunja, con Anastasia Zambrana, hermana menor de Elvira, la esposa de su tío Pedro Niño, testó en Tunja el 15 de enero de 1595, y declara una hija, Isabel, que debió morir pequeña. Ya viudo, volvió a casarse con Francisca de Rojas Sanabria (hija del capitán Martín de Rojas Téllez y de doña Catalina Sanabria y Macías Figueroa). Tuvo varios hijos: Martín, Francisco, José Felipe, Antonio, Luis, Juan, Catalina, María, Ana y Leonor Niño Rojas, así como hijos naturales como Leonor de Borea y Pedro Bonilla Bermejo.
- María Niño Rojas, bautizada en Tunja el 2 de mayo de 1602, casada el 6 de enero de 1625 con don Diego de Guevara y Águila, alcalde ordinario de Tunja, hijo legítimo de don Juan de Guevara, fundador del mayorazgo de San Lorenzo de Bonza y de doña Francisca del Águila Téllez. Padres de:[16]
  - María de Guevara Niño, casada en 1662 con don Francisco Ventura Castillo Toledo, hijo de don Pedro de Castillo Toledo y doña Catalina de Guevara Castillo. Con descendencia.
  - Doña Gracia de Guevara Niño, casada con el capitán Ignacio Barreto de Betancur, hijo de Esteban de Barreto y doña Ana de Betancur y Velosa. Con descendencia.

- Catalina Niño Rojas , testó en 1676.En 1622, su esposo el capitán Juan de Ayala Maldonado, vecino de Tunja y alcalde de la Santa Hermandad, recibe carta de dote. Con descendencia.

- Martín Niño Rojas se casó con doña Juana de Alvarado Mendoza (1630), fue encomendero de Ocusá, Sátiva, Suta y Neacancha, alcalde ordinario de Tunja (en 1624) y corregidor de Sogamoso. Casó con 1630 con Juana de Alvarado Mendoza (hija de Juan de Alvarado y doña Magdalena Muñetones Mendoza). Sus hijos no siempre se apellidaron Niño Alvarado, y fueron: Francisco, Martín, Antonio, Pedro, Francisca y Juana Niño Alvarado. 
  - Francisco Niño Alvarado, fue encomendero, vecino y alcalde ordinario de Tunja en 1677, alguacil mayor del Santo Oficio en esa ciudad, heredero de las encomiendas de Ocusá, Sátiva, Suta y Neacancha.
  - Juana Niño Alvarado, casó con Pedro López Maldonado quien testó el 19 de septiembre de 1757 en Tunja, patrono de las capellanías fundadas por el capitán Pedro García Ruiz y por Antonio Ruiz Mancipe.
  - El capitán Antonio Niño Alvarado (Tunja 1650 -1716), a menudo figura como Niño Ordóñez o Niño Rojas, se casó con Juana de Saavedra Santiago, con la que tuvo los hijos, quienes también figuraron como Niño Santiago: José, Francisco, Pedro y Petronila Niño Saavedra.
    - Petronila Rosa Niño Saavedra, figura también como Niño Rojas, igual que su abuelo. Vecina de Vélez, casó ya viuda con su tío don Fernando de Saavedra Santiago quien testó en su hacienda Santa Bárbara de Dos Quebradas cerca de Vélez, el 7 de marzo de 1741. Sin sucesión.[15]
    - Nicolasa Niño Saavedra o Niño Rojas, vecina de Vélez. Casó con su tío don José de Saavedra Santiago (1665), con la que tuvo a Leocadia Saavedra Niño.

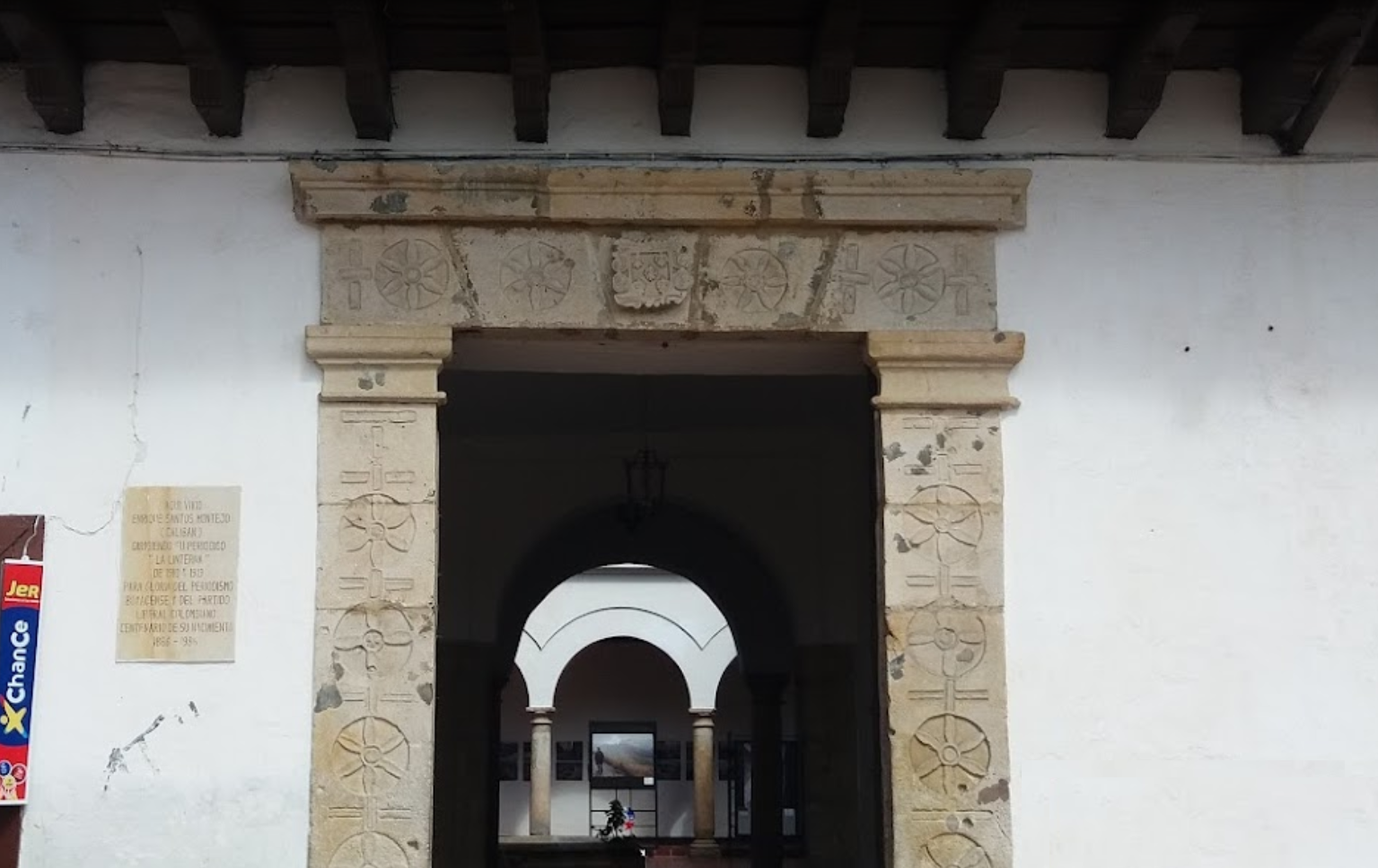
Casa de Juan Agustín Niño y Álvarez, con escudo armas Niño

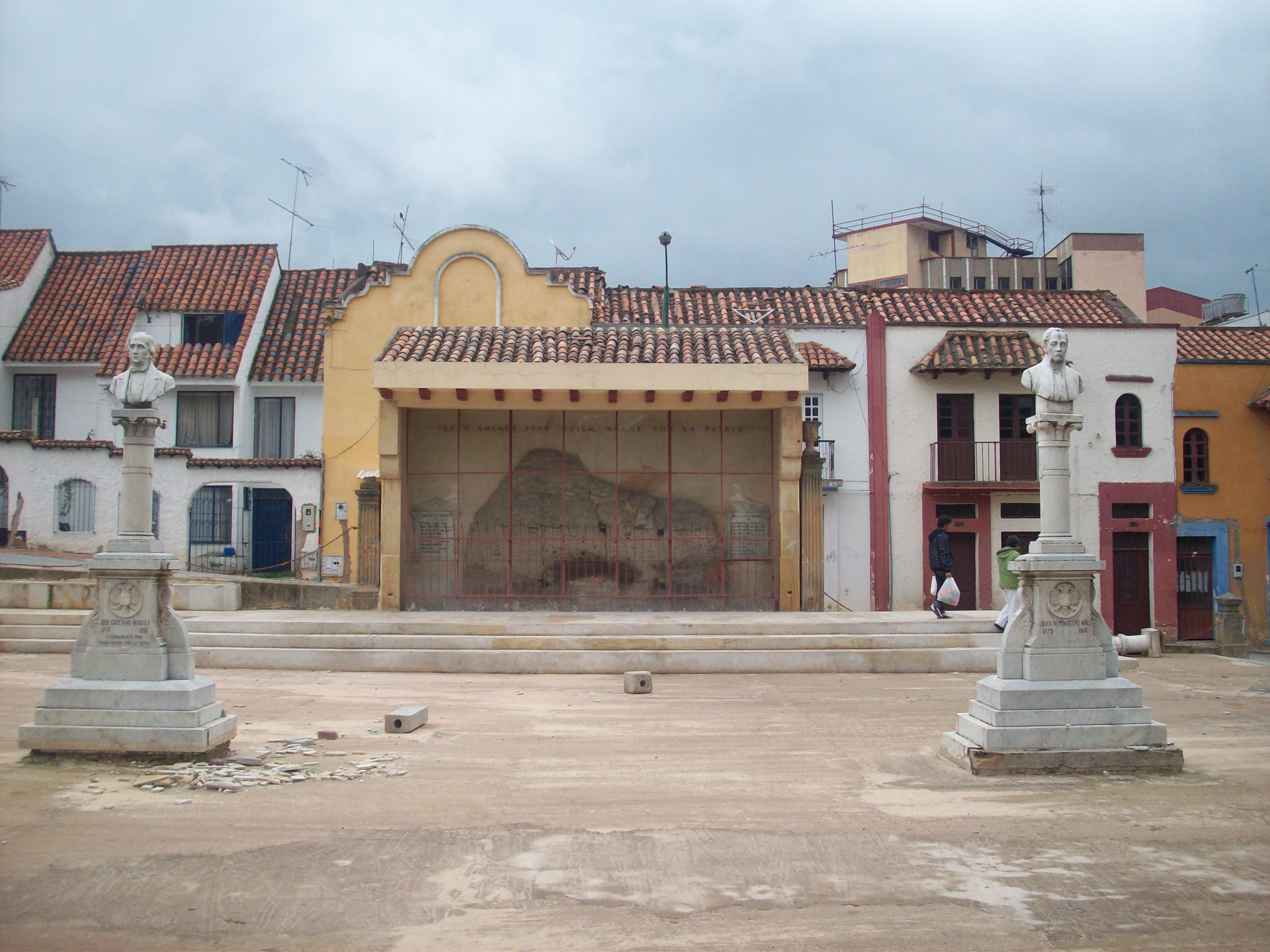
Paredón de los Mártires y monumento a Juan Nepomuceno.

    - Francisco Antonio Niño (Santiago) y Saavedra (murió en Tunja el 28/03/1766), fue alcalde ordinario de Tunja en varias ocasiones y procurador general. Se casó con María Antonia Álvarez del Pino Ángel, con la que tuvo a María Paula, Bárbara, Mariana, Lorenzo y Juan Agustín Niño y Álvarez del Pino. [17] Casa de Juan Agustín Niño y Álvarez, con escudo armas NiñoParedón de los Mártires y monumento a Juan Nepomuceno.
      - Juan Agustín Niño y Álvarez del Pino, tenía una importante posición política y económica en Tunja. Fue alcalde ordinario de Tunja en 1783, y se casó con María Catalina Muelle y Lago, con la que tuvo como único hijo al prócer Juan Nepomuceno Niño Muelle. Cuando enviudó, casó con doña Juana Luisa Alarcón González (hija de don Joaquín Carlos de Alarcón Castro y de doña Juana María González Godoy), pero no tuvieron sucesión.[18]
        - Juan Nepomuceno Niño Muelle fue el primer gobernador de la República de Tunja, y vicepresidente de la Junta Superior Gubernativa de la anterior Provincia de Tunja, fusilado bajo el conocido Régimen del terror el 29 de noviembre de 1816, y conocido como uno de los próceres mártires de la independencia de Colombia. Tras su condena a muerte, su familia fue despojada de todos sus bienes, por lo que sus 11 hijos tuvieron dificultades económicas, pero supieron recuperarse y continuar el linaje. Francisco Antonio se afincó en Oiba, José María Niño Camacho, fue gobernador de la Provincia de Tunja en 1838 y su hijo el general Rafael Niño Camacho, fue Secretario de Guerra y Marina, y Presidente del Estado Soberano de Boyacá y Gobernador de Cundinamarca. El hijo de Ana Joaquina, Enrique Cortés Niño (1838), fue Secretario de estado, ministro de Relaciones Exteriores y ministro plenipotenciario en Londres y Washington.[19][8]

Descendientes Niño de otras líneas del linaje, también fueron miembros notables en Tunja y Nueva Granada ocupando puestos de responsabilidad como: Pedro Niño Bueno (alcalde de 2.º voto en 1607), Francisco Niño Bueno (regidor en 1620), el teniente de alférez mayor Martín Niño y Rojas (alcalde en 1628, 1641 y 1647), Antonio Niño Rojas (alcalde de Santa Hermandad en 1636), Joan Niño y Rojas (alcalde de Santa Hermandad en 1638), Francisco Ayala (Niño) y Rojas (alcalde de Santa Hermandad en 1643), Juan Guevara Niño y Rojas (alcalde en 1649 y de 2.º voto en 1661), Francisco de Ayala Niño y Rojas (alcalde de 2.º voto en 1655), Juan Guevara Niño y Rojas (alcalde de 1.º voto en 1661), Martín de Rojas Ayala y Niño (alcalde en 1664), Francisco Niño y Alvarado (alcalde en 1668), Pedro Niño de Alvarado (regidor en 1673), Diego Niño (Mayordomo de Rentas y Propios en 1678), Manuel Pereira Freire de La Cerda Niño (alcalde mayor de Sogamoso en 1690), Justo Pastor Gavilán Niño, nacido hacia 1777, Alcalde ordinario de Tunja en 1808, firmó como elector por Somondoco la constitución de Tunja de 1811, fue perseguido durante la reconquista y hecho prisionero en 1816, también fue administrador de correos de Tunja, contador del departamento y jefe político del cantón del centro de 1831. El doctor Aquilino Niño Camacho (1847-1927): Primer rector del Seminario de Misiones en Casanare, Deán de la catedral de Tunja; fundador y Presidente del primer centro de historia de Tunja. Maestro, periodista, filósofo, literato, poeta, además de varias otras actividades académicas. Luis Francisco Gómez Niño, (Oiba 1899): fundador de la aviación Colombiana, héroe de la guerra con el Perú, condecorado con la Gran Cruz de Boyacá. En su memoria se dio nombre a la Base Aérea Capitán Luis Francisco Gómez Niño
El apellido Niño sigue presente hoy día en Colombia, en el Departamento de Boyacá, pero especialmente en la ciudad de Tunja. 

### Heráldica

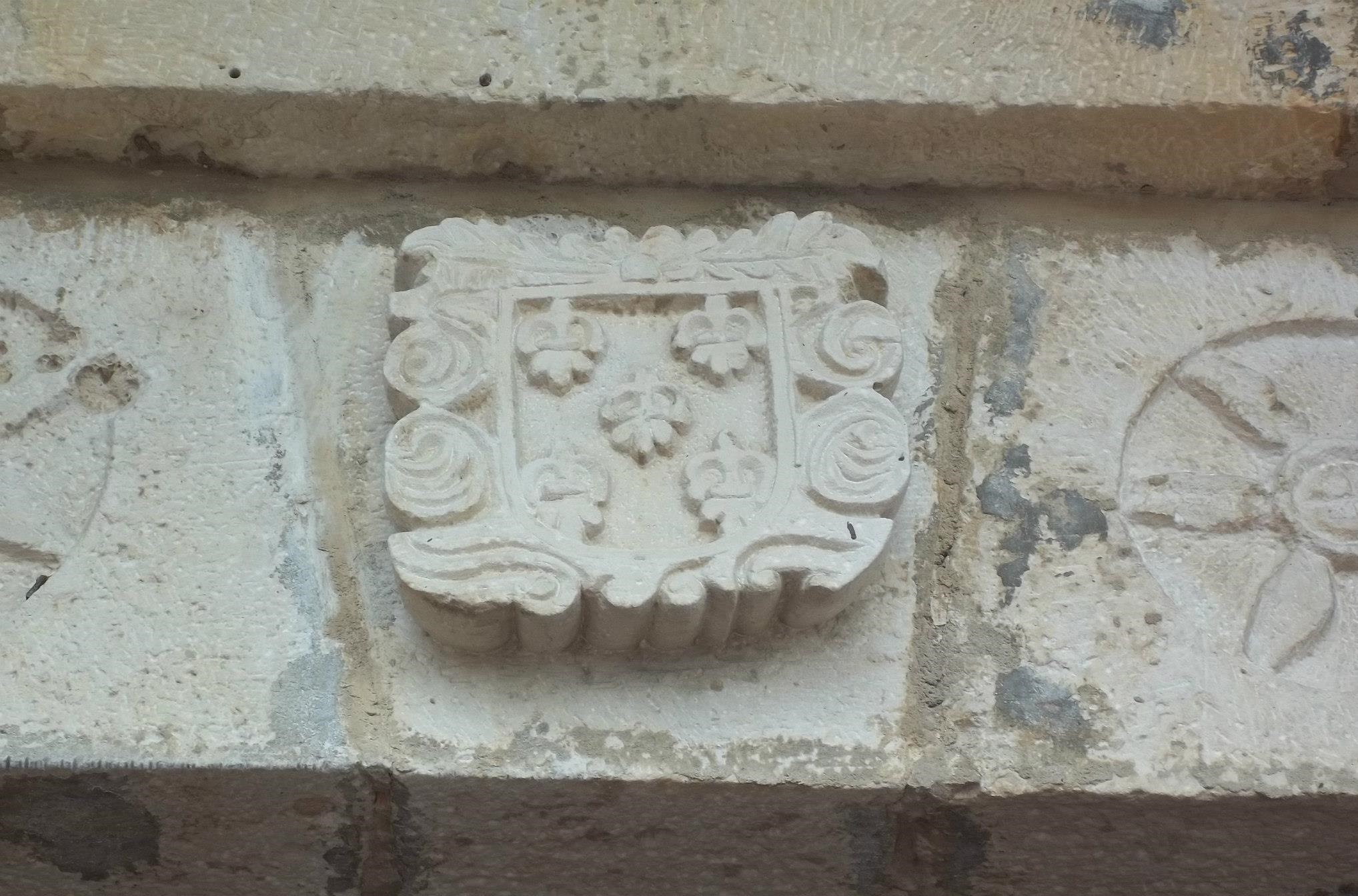
Labra en casa de Juan Agustín Niño

El escudo del linaje familiar del señorío de Moguer, consta de fondo dorado y cinco flores de lis azules dispuestas en tres palos de 2-1-2 flores, tal como queda recogido en el libro segundo de Genealogías del Nuevo Reino de Granada .

.... Capitan Pedro Niño , que pafsò a fervir a fu Magefta a las conquiftas de las Indias, hallandofe en Bonda, Cubigua, Santa Marta, Velez, Tunja y Santa Fé, haziendo fiempre particulares fervicios, y firviendo a fu cofta y mencion en compañia del Adelantado, y defpues lo hizo en los oficios de Alcalde, y otros que adminiftro como leal vafallo, y casò en Tunja con D. Elvira Zambrana (hija legitima de Bartolomé Camacho, e Ifabel Pérez de Cuellar) y tuvieron por fus hijos legitimos a Pedro Niño Zambrana, a D. Ifabel Zambrana y Niño, a D. Laureana Niño Zambrana, y á D. Elvira Niño Zambrana. Las armas y divifa de eftos Niños, fon un efcudo de oro con cinco flores de lis....

La diferenciación con el escudo de las familias Niño originarias de Toledo (7 flores de lis en tres palos de 2-3-2), no se sabe exactamente el origen, pero debe estar relacionado con las probanzas de méritos y servicios que realizaron el nieto de Juan Niño, Alonso Venegas en Guatemala (1551) y en Moguer (1552); y el nieto de Pedro Alonso Niño, Pedro Niño en Moguer (1557) y Tunja (Noviembre 1567).

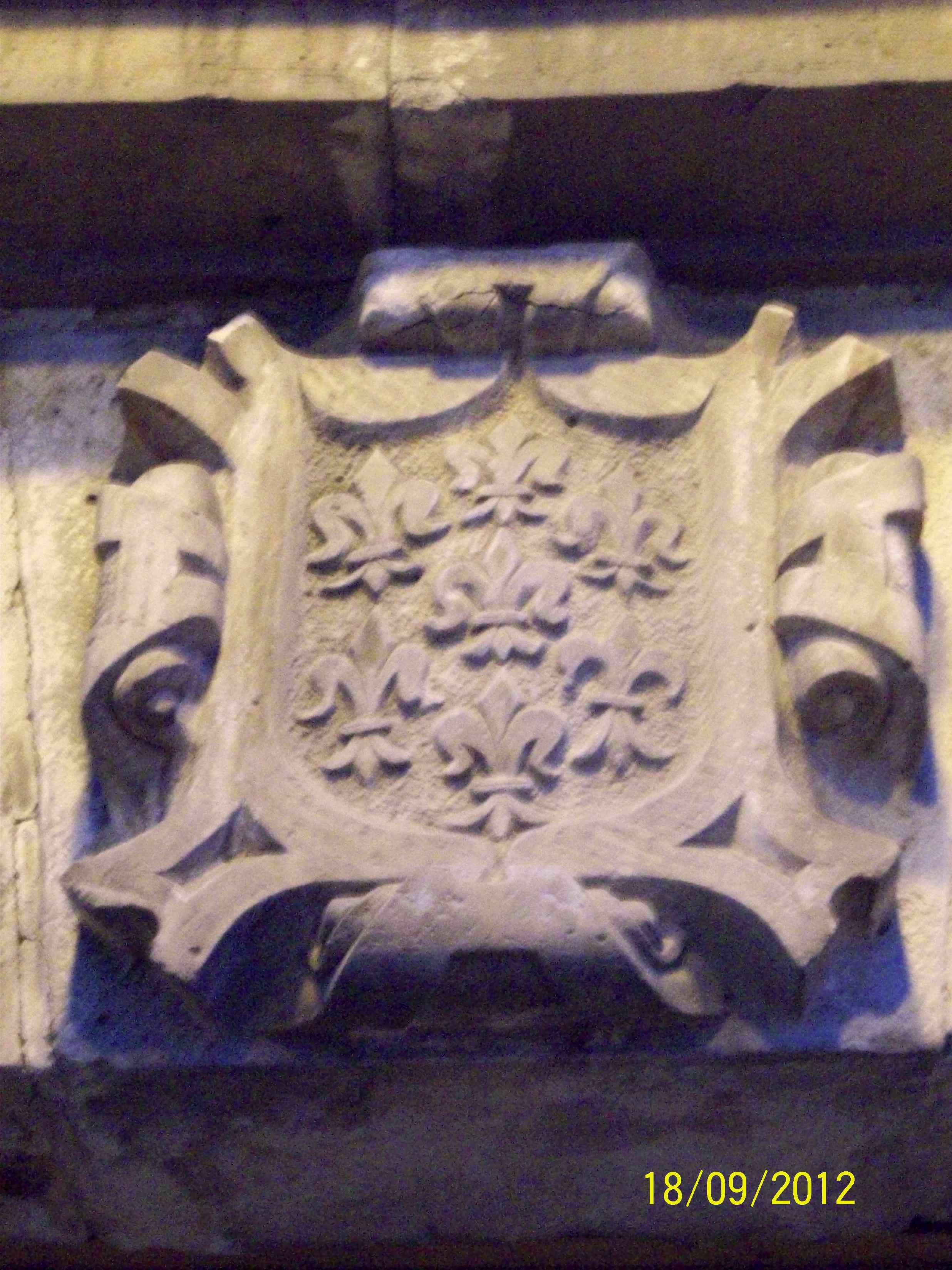
Labra en casa de Francisco Niño Bueno

Perduran hoy día, varias labras heráldicas en piedra, en las fachadas de algunas casas de la ciudad de Tunja, como la situada en la portada de la Casa de Juan Agustín Niño y Álvarez. También perdura en la mitad de la casa de Francisco Niño Bueno, que se conserva en Carrera 9 número 22-21 de Tunja, una labra heráldica con el escudo con siete flores de lis, lo que indica que la rama familiar de Francisco Niño Bueno usaba esa variante del escudo del resto familias Niño originarias de Toledo.